# Ligne Nankai Aéroport
La ligne Nankai Aéroport (南海空港線, Nankai kūkō-sen) est une ligne ferroviaire de la compagnie privée Nankai située dans la préfecture d'Osaka au Japon. Elle permet l'accès à l'aéroport international du Kansai.

## Histoire
La ligne entre en service le 15 juin 1994.

## Caractéristiques

### Ligne
- Longueur : 8,8 km
- Écartement : 1 067 mm

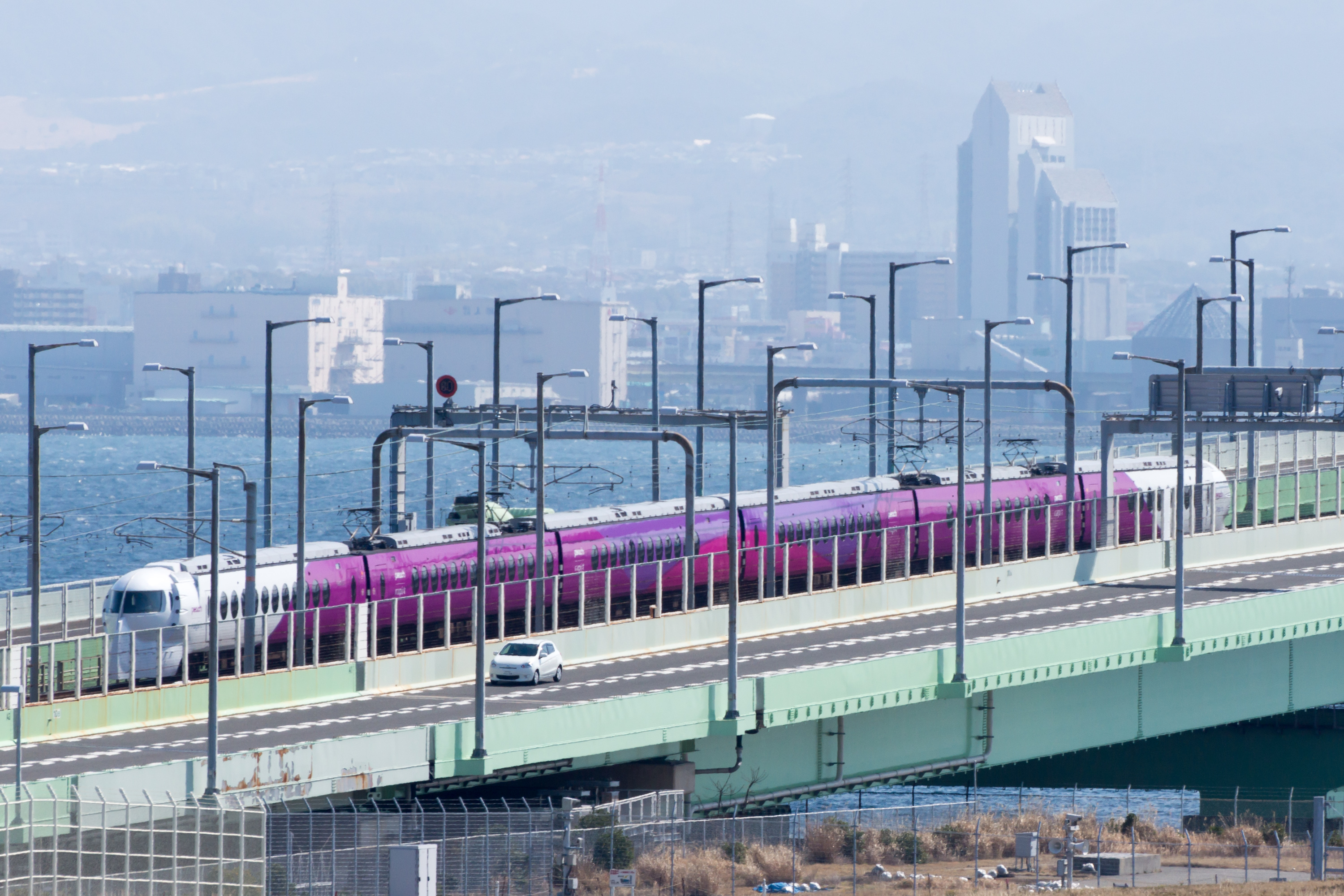
Rame Rapi:t sur le Sky Gate Bridge R.

- Alimentation : 1 500 V courant continu par caténaire

Entre Rinkū Town et l'aéroport du Kansai, les voies passent par le Sky Gate Bridge R et sont partagées avec celles de la ligne de l'aéroport du Kansai de la JR West.

### Services et interconnexion
La ligne est notamment parcourue par les services Rapi:t reliant l'aéroport international du Kansai à la gare de Namba. A Izumisano, la plupart des trains continuent sur la ligne principale Nankai.

### Liste des gares
La ligne comporte 3 gares, identifiées de NK30 à NK32.
| Numéro | Gare               | Nom japonais   | Distance (km) | Correspondances                  | Localisation |
| ------ | ------------------ | -------------- | ------------- | -------------------------------- | ------------ |
| NK30   | Izumisano          | 泉佐野         | 0             | Nankai : Nankai (interconnexion) | Izumisano    |
| NK31   | Rinkū Town         | りんくうタウン | 1,9           | JR West : Aéroport               | Izumisano    |
| NK32   | Aéroport du Kansai | 関西空港       | 8,8           |                                  | Tajiri       |